# 马拉克柏勒
马拉克柏勒（英語：Malakbel）。古代西亚叙利亚帕尔米拉的太阳神。凭借在神话之中与月神相互出现而影响深远。在古希腊与古罗马的相关神话作品中亦有所反映。